# عباس الحربی
عباس الحربی (انگلیسی: Abbas Al-Harbi؛ زادهٔ ۳۱ دسامبر ۱۹۶۷) بازیکن هندبال اهل کویت بود.